# 全国市町村職員共済組合連合会
全国市町村職員共済組合連合会（ぜんこくしちょうそんきょうさいくみあいれんごうかい）は、地方公務員等共済組合法に基づいて設立された共済組合の連合会で、指定都市職員共済組合、市町村職員共済組合及び都市職員共済組合で構成され、市町村職員を組合員としている。2007年（平成19年）からは長期給付事業（年金業務）を一元的に行っている。東京グリーンパレスを運営し、事務局もその中に置いている。
組合員証の保険者番号は32から始まる8桁の番号からなる。

## 構成組合

### 指定都市職員共済組合
- 札幌市職員共済組合
- 横浜市職員共済組合
- 川崎市職員共済組合
- 名古屋市職員共済組合
- 京都市職員共済組合
- 大阪市職員共済組合
- 神戸市職員共済組合
- 広島市職員共済組合
- 北九州市職員共済組合
- 福岡市職員共済組合

### 市町村職員共済組合
- 北海道市町村職員共済組合
- 青森県市町村職員共済組合
- 岩手県市町村職員共済組合
- 宮城県市町村職員共済組合
- 秋田県市町村職員共済組合
- 山形県市町村職員共済組合
- 福島県市町村職員共済組合
- 茨城県市町村職員共済組合
- 栃木県市町村職員共済組合
- 群馬県市町村職員共済組合
- 埼玉県市町村職員共済組合
- 千葉県市町村職員共済組合
- 東京都市町村職員共済組合
- 神奈川県市町村職員共済組合
- 山梨県市町村職員共済組合
- 新潟県市町村職員共済組合
- 富山県市町村職員共済組合
- 石川県市町村職員共済組合
- 福井県市町村職員共済組合
- 長野県市町村職員共済組合
- 岐阜県市町村職員共済組合
- 静岡県市町村職員共済組合
- 愛知県市町村職員共済組合
- 三重県市町村職員共済組合
- 滋賀県市町村職員共済組合
- 京都府市町村職員共済組合
- 大阪府市町村職員共済組合
- 兵庫県市町村職員共済組合
- 奈良県市町村職員共済組合
- 和歌山県市町村職員共済組合
- 鳥取県市町村職員共済組合
- 島根県市町村職員共済組合
- 岡山県市町村職員共済組合
- 広島県市町村職員共済組合
- 山口県市町村職員共済組合
- 徳島県市町村職員共済組合
- 香川県市町村職員共済組合
- 愛媛県市町村職員共済組合
- 高知県市町村職員共済組合
- 福岡県市町村職員共済組合
- 佐賀県市町村職員共済組合
- 長崎県市町村職員共済組合
- 熊本県市町村職員共済組合
- 大分県市町村職員共済組合
- 宮崎県市町村職員共済組合
- 鹿児島県市町村職員共済組合
- 沖縄県市町村職員共済組合

### 都市職員共済組合
- 北海道都市職員共済組合
- 仙台市職員共済組合
- 愛知県都市職員共済組合